# Turones

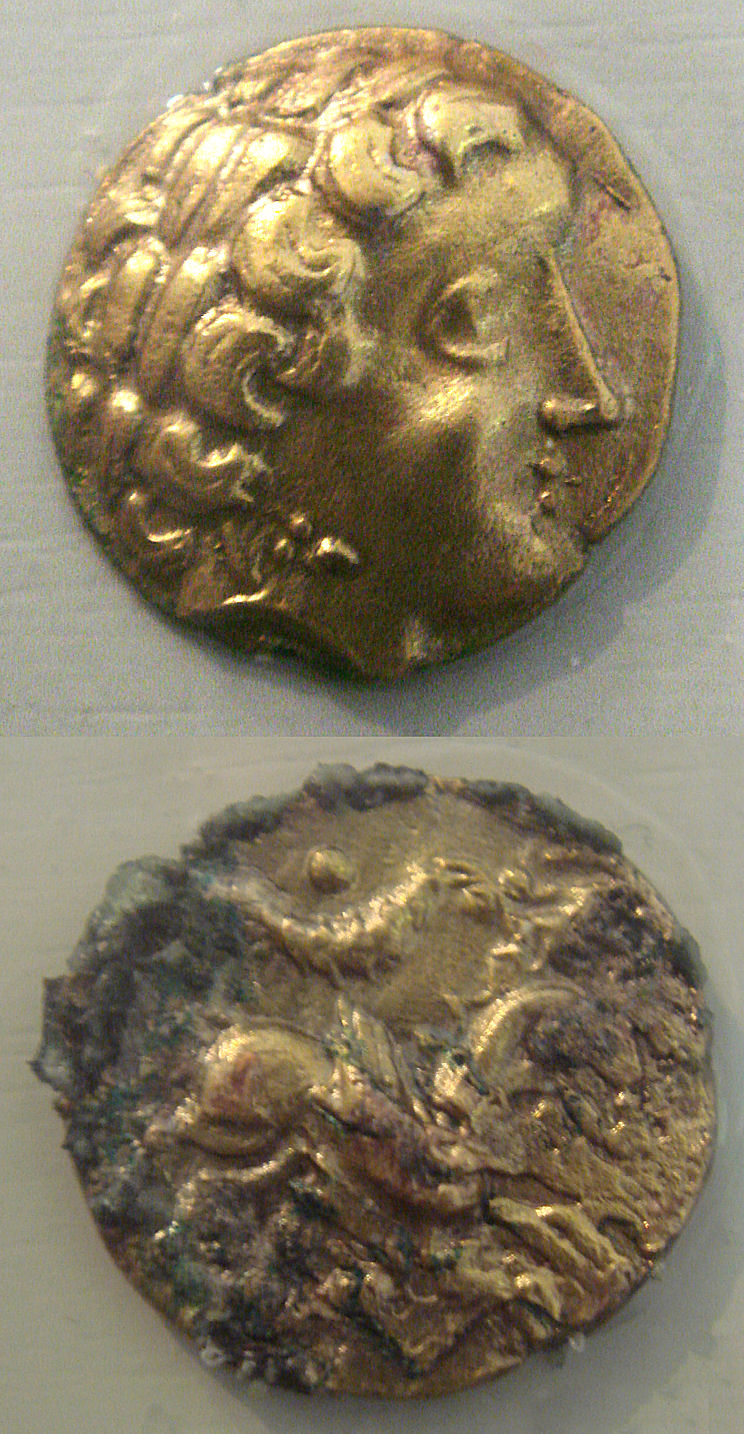
Munten van de Turones, 5e-1e eeuw v.Chr.

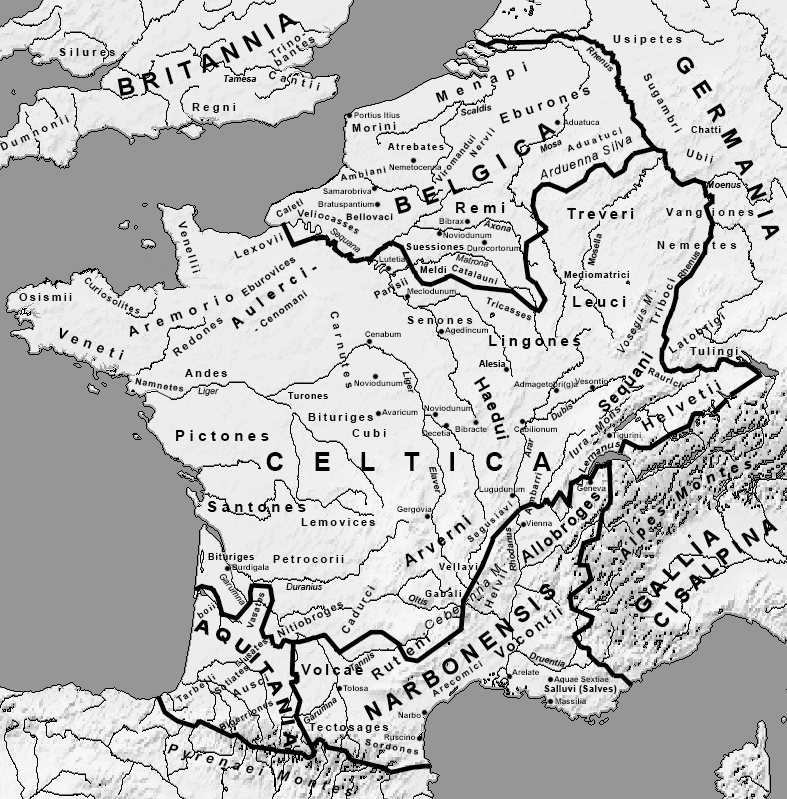
Een kaart van Gallië, in de eerste eeuw v.Chr., met daarop de posities van de Keltische stammen.

De Turones of Turonii waren een Keltische stam in het pre-Romeinse Gallië. De regio Touraine is naar hen vernoemd, en zo ook de hoofdstad van de huidige regio, Tours.
Hun territorium kwam grotendeels overeen met het huidige Franse departement Indre-et-Loire, en delen van de departementen Indre en Vienne. De voornaamste stad van het land van de Turones was Caesarodunum, de huidige stad Tours. In de tijd voor de Romeinse verovering van Gallië, was hun voornaamste oppidum waarschijnlijk Fondettes, of een ander oppidum dat achter het Kasteel van Amboise ontdekt is, namelijk het zogenaamde Oppidum des Châtelliers.
Tevens droeg een Germaanse stam, die ten zuiden of zuidoosten van de Chatten leefde, de naam Turones of Touronen. Mogelijk is dit volk uit een mengeling van Germanen en Kelten ontstaan. Zij werden al als Turoni (Grieks: Τούρωνοι) aangeduid door Claudius Ptolemaeus in zijn Geographia.